# Libertas Palermo
Libertas Palermo – włoski klub piłkarski, mający swoją siedzibę w mieście Palermo, na południu kraju.

## Historia
Chronologia nazw:
- 1920: Sport Club Libertas Palermo
- 1924: klub rozwiązano - po fuzji z US Città di Palermo

Klub piłkarski Sport Club Libertas Palermo został założony w Palermo w 1920 roku przez miejscowego przedsiębiorcę Salvatore Mongiovì. Na początku zespół występował w towarzyskich i nieoficjalnych meczach. W 1921 powstał drugi związek piłkarski C.C.I., w związku z czym mistrzostwa prowadzone osobno dla dwóch federacji. W sezonie 1921/22 startował w Prima Divisione (pod patronatem C.C.I.), gdzie był drugim w grupie siciliano. W 1922 po kompromisie Colombo mistrzostwa obu federacji zostały połączone, a klub kontynuował występy w Prima Divisione. W sezonie 1922/23 najpierw zwyciężył w grupie siciliano, a potem zajął 3.miejsce w grupie B w półfinale Lega Sud Prima Divisione. Utrzymanie wysokiej klasy klubu piłkarskiego okazało się zbyt trudne dla własnych sił Salvatore Mongiovì. W sezonie 1923/24 klub nie brał udziału w mistrzostwach, a w 1924 został wchłonięty przez US Città di Palermo, po czym został rozwiązany.

## Sukcesy

### Trofea międzynarodowe
Nie uczestniczył w rozgrywkach europejskich (stan na 31-05-2017).

### Trofea krajowe
| \| \| Zdobyte trofea w rozgrywkach Włoch (stan na: 31-05-2017) \| |                                                          |      |                                     |
| Rozgrywki                                                         | Osiągnięcie                                              | Razy | Sezon(y)                            |
| · Mistrzostwo                                                     | I miejsce                                                | 0    |                                     |
| · Mistrzostwo                                                     | II miejsce                                               | 0    |                                     |
| · Mistrzostwo                                                     | III miejsce                                              | 0    |                                     |
| · Mistrzostwo                                                     | 3.miejsce                                                | 1    | 1922/23 (grupa B półfinał Lega Sud) |
| · Puchar                                                          | zdobywca                                                 | 0    |                                     |
| · Puchar                                                          | finalista                                                | 0    |                                     |
| II liga                                                           | I miejsce                                                | 0    |                                     |
| II liga                                                           | II miejsce                                               | 0    |                                     |
| II liga                                                           | III miejsce                                              | 0    |                                     |
| Włochy                                                            | Zdobyte trofea w rozgrywkach Włoch (stan na: 31-05-2017) |      |                                     |

## Stadion
Klub rozgrywał swoje mecze domowe na boisku Campo Ranzano w Palermo.